# Allocosa nigella
Allocosa nigella este o specie de păianjeni din genul Allocosa, familia Lycosidae. A fost descrisă pentru prima dată de Caporiacco, 1940.
Este endemică în Etiopia. Conform Catalogue of Life specia Allocosa nigella nu are subspecii cunoscute.